# Casalbusone
Casalbusone è una frazione di Mongiardino Ligure in val Gordenella in provincia di Alessandria.
Per secoli seguì le sorti dei feudatari del Castello della Pietra di Vobbia (GE), con la fine dei Feudi Imperiali nel 1797 seguì le sorti della val Borbera.
È l'unica frazione di Mongiardino Ligure a far parte della diocesi di Tortona anziché dell'arcidiocesi di Genova dato che dipende dalla parrocchia di Dova Superiore.
Da visitare nella frazione l'antico Mulino del Rio.

## Distanze
21 km Mongiardino Ligure
9 km Cabella Ligure